# Блохина, Татьяна
Татья́на Блохина́ (род. 12 марта 1970), в девичестве Си́дорова — советская и российская легкоатлетка, специалистка по многоборьям. Выступала за сборные СССР и России по лёгкой атлетике в 1988—1998 годах, чемпионка Европы среди юниоров, победительница и призёрка первенств национального значения, участница чемпионата мира в Штутгарте и ряда других крупных международных стартов. Представляла Санкт-Петербург и Московскую область.

## Биография
Татьяна Сидорова родилась 12 марта 1970 года.
Дебютировала в лёгкой атлетике на международном уровне в сезоне 1988 года, когда вошла в состав советской национальной сборной и выступила в семиборье на юниорском мировом первенстве в Садбери.
В 1989 году в семиборье одержала победу на юниорском европейском первенстве в Вараждине.
В 1992 году представляла Объединённую команду, собранную из спортсменов бывших советских республик, на чемпионате Европы в помещении в Генуе — в программе пятиборья набрала 4617 очков, расположившись в итоговом протоколе соревнований на пятой строке.
После распада Советского Союза выступала за российскую национальную сборную. Так, в 1993 году стала серебряной призёркой на зимнем чемпионате России по многоборьям в Санкт-Петербурге, победила на летнем чемпионате России в Москве, стартовала на чемпионате мира в Штутгарте, где провалила метание копья и досрочно завершила выступление, победила на соревнованиях Décastar во Франции. Кроме того, в этом сезоне установила свои личные рекорды в пятиборье (4669) и семиборье (6703) — в первом случае стала третьей в мировом рейтинге, во втором случае показала второй лучший результат в Европе и четвёртый лучший результат в мире.
В 1995 году вновь была лучшей на Décastar.
В 1998 году выиграла серебряную медаль в семиборье на чемпионате России в Москве. Принимала участие в Кубке Европы по легкоатлетическим многоборьям в Таллине, где с результатом 6108 заняла пятое место в личном зачёте и помогла своим соотечественницам выиграть общий командный зачёт.
В 1999 году выиграла пятиборье на зимнем чемпионате России по многоборьям в Челябинске.